# Controllo della concorrenza multiversione
Il Controllo della concorrenza multiversione (in inglese: Multiversion concurrency control) in sigla MCC o MVCC,  in informatica, nel campo delle basi di dati, è un metodo di Controllo della concorrenza comunemente usato dai sistemi di gestione delle basi di dati per fornire un accesso concorrente alle basi di dati e nei linguaggi di programmazione per implementare una memoria transazionale.
Il Controllo della concorrenza multiversione è descritto per la prima volta in dettaglio nel 1981 da Philip Bernstein e Nathan Goodman.
Una base di dati implementa gli aggiornamenti selezionando il dato vecchio come obsoleto e aggiungendo la versione nuova del dato, archiviando così più copie dello stesso dato. Questo permette al database di evitare sovraccarichi di azioni di riempimento di buchi in memoria ma richiede (generalmente) che il sistema periodicamente faccia pulizia e cancelli i dati più vecchi impostati come obsoleti.
Per una base di dati orientata al documento come CouchDB  lo MVCC permette al sistema di ottimizzare i documenti scrivendo interi documenti in sezioni contigue del disco quando lo si aggiorna, l'intero documento può essere riscritto piuttosto che diviso in parti e collegato in aree non contigue.
MVCC usa marche temporali o un ID di transazione per determinare quale stato della base di dati bisogna leggere, utile per evitare la gestione dei blocchi in lettura delle transazioni.
MVCC fornisce ad ogni utente connesso alla base di dati uno stato della basi di dati stessa, ma ogni cambiamento non sarà visto dagli altri utenti fin quando la transazione non è stata eseguita.

## Basi di dati con MVCC
- Altibase
- ArangoDB[1]
- Berkeley DB[2]
- Bigdata[3]
- Clustrix[4]
- CouchDB
- IBM DB2 – since IBM DB2 9.7 LUW ("Cobra") under CS isolation level - in currently committed mode[5]
- IBM Cognos TM1 – in versions 9.5.2 and up.[6]
- Drizzle
- eXtremeDB[7]
- Firebird[8]
- FLAIM
- GE Smallworld Version Managed Data Store
- H2 Database Engine – experimental since version 1.0.57 (2007-08-25)[9]
- Hawtdb, su hawtdb.fusesource.org. URL consultato il 14 marzo 2019 (archiviato dall'url originale il 18 novembre 2012).
- Apache HBase, su hbase.apache.org.
- HSQLDB – starting with version 2.0
- SAP HANA – SAP HANNA DATABASE
- InfiniDB[10]
- Ingres[11]
- InterBase – all versions[12]
- MarkLogic Server - a bit of this is described in[13]
- MDB, su gitorious.org. URL consultato l'8 dicembre 2011 (archiviato dall'url originale il 7 aprile 2012).
- Meronymy SPARQL Database Server
- Microsoft SQL Server – when using READ_COMMITTED_SNAPSHOT, starting with SQL Server 2005[14]
- MySQL when used with InnoDB,[15] Falcon,[16] or  Archive storage engines.
- Netezza
- ObjectStore
- Oracle database – all versions since Oracle 3[17]
- OrientDB[18]
- PostgreSQL[19]
- Rdb/ELN[20]
- RDM Embedded[21]
- REAL Server
- ScimoreDB
- sones GraphDB[22]
- Sybase SQL Anywhere
- Sybase IQ
- ThinkSQL
- Zope Object Database[23]